# Niederneustift
Niederneustift ist eine Ortschaft in Niederösterreich und liegt in der gleichnamigen Katastralgemeinde der zum Bezirk Zwettl gehörenden Stadtgemeinde Zwettl-Niederösterreich. Nach der Zählung vom 1. Jänner 2024 hatte die Ortschaft 289 Einwohner auf einer Fläche von 903,2 ha.

## Lage
Der Ort Niederneustift liegt abseits der Durchzugsstraßen an der L 74, in einer Entfernung von 8,4 km Luftlinie westlich des Stadtzentrums von Zwettl. Er ist durch die Postbusse mit dem österreichischen Überlandbusnetz verbunden. Das Katastergebiet grenzt im Norden an Rosenau Dorf, im Osten an Negers und Rosenau Schloss, im Süden an die zur Gemeinde Groß Gerungs gehörende Katastralgemeinde Oberneustift sowie im Westen an die ebenfalls zum Gemeindegebiet von Groß Gerungs gehörende gleichnamige Katastralgemeinde.
Die höchste Erhebung im Gemeindegebiet ist der Triebschneiderberg mit einer Höhe von 735 m.

## Geschichte
Niederneustift ist seit 1712 besiedelt und gehörte bis zur Revolution von 1848/49 und der darauf folgenden Gemeindebildung (1850) zur Grundherrschaft Rosenau.
In dem aus sieben Häusern bestehenden Ortsteil Kuttengraben gibt es eine um 1800 errichtete Kapelle in Privatbesitz, die 2007 renoviert wurde.
In Niederneustift befindet sich das Institut für Ethnomusiktherapie, das sich in Zusammenarbeit mit der Internationalen Akademie für Ganzheitsmedizin mit außereuropäischen musikbezogenen Behandlungskonzepten und ihrer möglichen Integration in den westlichen Kulturraum befasst. Des Weiteren ist im Ort das Samani-Institut für altes Wissen und Persönlichkeitsentwicklung ansässig, das regelmäßig Vorträge und Seminare zu Mentaltechniken, Alchemie, Magie, Schamanismus sowie zur Heilpflanzen- und Kräuterkunde veranstaltet.

## Grenzsteine
Rund drei Kilometer westlich von Rosenau stehen an der Grenze zu Unterrosenauerwald am Waldrand zwei historische Grenzsteine aus dem Jahr 1720. Auf ihnen stehen die Buchstaben HR für Herrschaft Rosenau, darunter die Jahreszahl 1720 und zum Schluss ist die Buchstabenfolge GL für Graf Leopold Christoph von Schallenberg eingemeißelt.